# I’m a Slave 4 U
I’m a Slave 4 U – pierwszy singel amerykańskiej piosenkarki Britney Spears, pochodzący z albumu Britney, wydanego w 2001 roku. Piosenka napisana i wyprodukowana została przez The Neptunes.

## Teledysk
Do utworu zrealizowano teledysk w reżyserii Francisa Lawrence’a; ukazuje on ludzi w klubie, w którym panuje specyficznie gorący klimat i brakuje wody. W klipie Spears wykonuje choreografię Wade’a Robsona.

## Wystąpienia na żywo
Wokalistka wystąpiła na gali rozdania nagród MTV Video Music Awards, gdzie wykonała piosenkę „I’m a Slave 4 U”. Podczas śpiewania piosenki, artystka tańczyła z wężem na rękach.

## Lista utworów
- European and Australian CD maxi single

1. „I’m a Slave 4 U” – 3:23
2. „I’m a Slave 4 U” (Instrumental) – 3:23
3. „Intimidated” – 3:17
4. „Britney...Interview” – 4:16

## Notowania
| Notowanie (2001)                           | Najwyższa pozycja |
| ------------------------------------------ | ----------------- |
| Brazylia Singles Chart                     | 1                 |
| Grecja Singles Chart                       | 1                 |
| Irlandia Singles Chart                     | 1                 |
| JaponiaOricon International Singles Chart  | 1                 |
| Japonia J-Wave Tokio Hot 100 Airplay Chart | 1                 |
| Izrael Singles Chart                       | 1                 |
| Chile Top 100 Airplay Chart                | 1                 |
| Argentyna Airplay Chart                    | 1                 |
| Tajwan Singles Chart                       | 1                 |
| Liban Top 40                               | 1                 |
| Filipiny Top Hits                          | 1                 |
| Portugalia Singles Chart                   | 2                 |
| Hiszpania Singles Chart                    | 2                 |
| USA Billboard Hot Dance Club Play          | 3                 |
| Norwegia Singles Chart                     | 3                 |
| Wielka Brytania Singles Chart              | 4                 |
| WłochySingles Chart                        | 4                 |
| Finlandia Singles Chart                    | 4                 |
| United World Chart                         | 5                 |
| Europa Singles Chart                       | 5                 |
| Niemcy Singles Chart                       | 5                 |
| Austria Singles Chart                      | 6                 |
| Dania Singles Chart                        | 6                 |
| Belgia Singles Chart                       | 6                 |
| Szwecja Singles Chart                      | 7                 |
| Szwajcaria Singles Chart                   | 7                 |
| Australia Singles Chart                    | 7                 |
| Kanada Singles Chart                       | 8                 |
| Francja Singles Chart                      | 8                 |
| Nowa Zelandia RIANZ Singles Chart          | 13                |
| USA Billboard Hot 100                      | 27                |
| Japonia Oricon Singles Chart               | 33                |
| USA Billboard Hot R&B/Hip-Hop Songs        | 85                |